# Big Girls Don't Cry... They Get Even
Pour plus de détails, voir Fiche technique et Distribution.
Big Girls Don't Cry... They Get Even est un film américain réalisé par Joan Micklin Silver, sorti en 1991.

## Fiche technique
- Titre : Big Girls Don't Cry... They Get Even
- Réalisation : Joan Micklin Silver
- Scénario : Mark Goddard, Melissa Goddard et Frank Mugavero
- Photographie : Theo van de Sande
- Musique : Patrick Williams
- Pays d'origine :  États-Unis
- Genre : comédie
- Date de sortie : 1991

## Distribution
- Griffin Dunne : David
- Dan Futterman : Josh
- Patricia Kalember : Barbara
- Jenny Lewis : Corinne
- Ben Savage : Sam
- Adrienne Shelly : Stephanie
- David Strathairn : Keith
- Margaret Whitton : Melinda
- Hillary Wolf : Laura Chartoff
- Meagen Fay : Mom